# Loire 130
Луар 130 (фр. Loire 130) — французский гидросамолёт — летающая лодка периода Второй мировой войны, основным назначением которой было — катапультный разведчик. Представлял собой одномоторный цельнометаллический моноплан с толкающим винтом. Имел однокилевое оперение с двумя шайбами. Разрабатывался в КБ фирмы «Шантье де ла Луар» (Chantiers de la Loire). Стоял на вооружении большинства кораблей французского флота и береговых баз, являясь наиболее распространённым типом гидросамолёта.

## История создания
Одномоторная летающая лодка, разработанная в соответствии с требованиями, выданными в 1933 г. (по ним создавался и LeO H.43). Прототип с 12-цилиндровым мотором жидкостного охлаждения «Испано-Сюиза» HS 12Xbrs1 (720 л.с.) впервые поднялся в воздух 19 ноября 1934 г. 1 августа 1936 г. по результатам конкурса, в котором участвовали также Bréguet 610, Gourdou-Leseurre GL-820 HY, Levasseur PL.200, CAMS 120), заказали первую партию из 45 летающих лодок. Серийный выпуск на заводе SNCAO в Сен-Назере продолжался с перерывами до середины 1941 г. Общий объём производства составил
126 (по другим данным – 150) единиц.

## Применение
По состоянию на конец 1930-х годов, самолёты Loire 130s служили на большинстве линкоров и крейсеров французского флота, в том числе на гидроавианосце «Коммандан Тест». Несмотря на посредственные характеристики и устаревшую конструкцию, несколько машин пережили войну и продолжали службу в колониях до 1951 года.

## Конструкция
Одномоторная летающая лодка. Самолёт представлял собой цельнометаллический (с полотняной обшивкой крыла и оперения) моноплан с двигателем с толкающим винтом, установленным над крылом на стойках. Однокилевое хвостовое оперение имело небольшие дополнительные шайбы на стабилизаторе. Для обеспечения возможности базирования на корабле крыло выполнили складывающимся.

## Модификации[2]
- Луар» 130М – двигатель HS 12 Xirs1 (720 л.с.). Стрелковое вооружение – 2 7,5-мм пулемёта «Дарн» (на носовой и верхней подвижных установках). Масса бомбовой нагрузки – 150 кг (2 75-кг бомбы). Экипаж – 3 чел.; возможен приём на борт до 4 пассажиров.
- Луар» 130С – вариант для колониальной авиации. Отличался наличием прицела для бомбометания с пологого пикирования и адаптацией для службы в условиях тропиков (двигатель HS 12Ycrs, увеличенный радиатор). Изготовлено 24 единицы.

## Тактико-технические характеристики

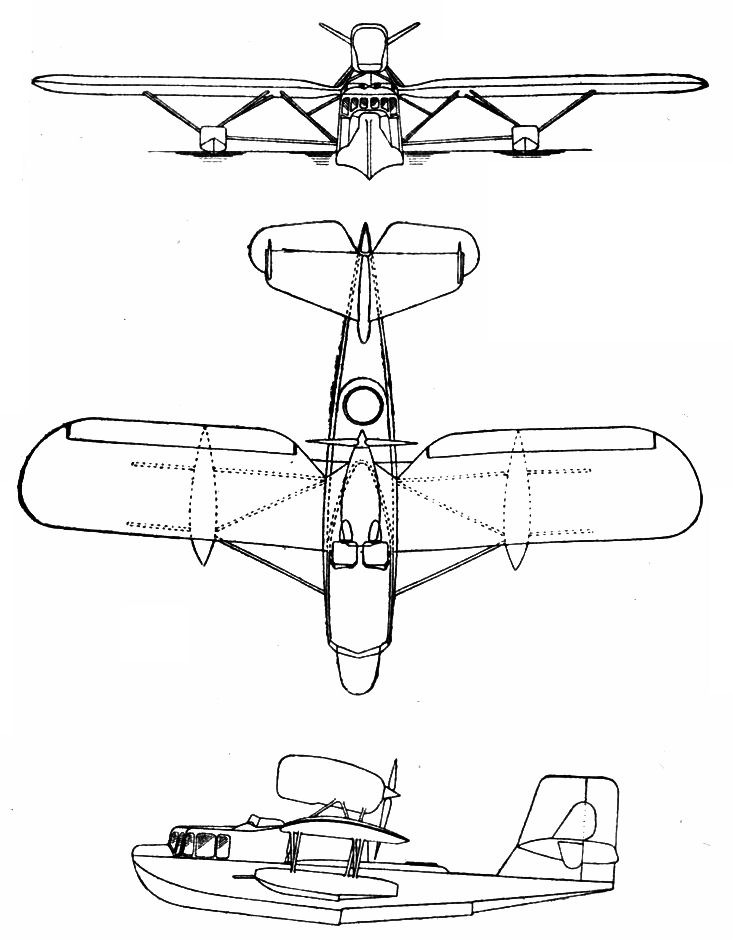
Схема Loire 130 из журнала L'Aerophile за июнь 1944 года

Источник данных: Андрей Харук. Все гидросамолеты Второй Мировой. Иллюстрированная цветная энциклопедия. Москва: «Эксмо», 2013. — 328 с.

Технические характеристики
- Экипаж: 3 человека
- Пассажировместимость: 4 (в транспортном варианте)
- Длина: 11,3 м
- Размах крыла: 16,0 м
- Высота: 3,85 м
- Площадь крыла: 38,18 м²
- Масса пустого: 2 050 кг
- Нормальная взлётная масса: 3 260 кг
- Максимальная взлётная масса: 3 500 кг
- Силовая установка: 1 ×  Hispano-Suiza 12 Xirs1
- Мощность двигателей: 1 × 720 л.с. (1 × 540 кВт)

Лётные характеристики
- Максимальная скорость: 226 км/ч
- Крейсерская скорость: 165 км/ч
- Практическая дальность: 1100 км
- Практический потолок: 6 000 м

Вооружение
- Стрелково-пушечное: 2 × 7,5-мм пулемёта "Дарн"
- Боевая нагрузка: 150 кг бомб (2 × 75-кг бомбы)

## Эксплуатанты
Франция
- Авиация ВМС Франции: эскадрильи 7S1 (АВ «Коммандан Тест»), 7S2 и 7S3 (линкоры «Дюнкерк» и «Страсбург», тяжелый крейсер «Алжир», четыре крейсера класса «Сюффрен», легкий крейсер «Жанна д'Арк»); 8S2 (Фор-де-Франс), 8S3 (Дакар, Сенегал) и 8S4 (в Триполи, Ливан). Также 8С.
- ВВС Франции: эскадрильz 1/CBS (Индокитай)

Вишистская Франция
- Авиация Виши, в т.ч. ВМС (Сирия, Западная Африка, Мартиника и Индокитай)

 Свободная Франция
- ВВС «Свободной Франции»:

 Германия
- Люфтваффе: по крайней мере один самолёт (B1+XA) был переправлен весной 1941 года из Бреста в Травемюнде.